# Бертон, Кейт
Кэтрин «Кейт» Бёртон (англ. Katherine "Kate" Burton, род. 10 сентября 1957) — американская актриса театра, кино и телевидения.

## Биография
Кейт Бёртон родилась в Женеве, Швейцария в семье продюсера Сибил Бёртон (урожд. Уильямс; 1929—2013) и актёра Ричарда Бёртона (1925—1984). Она является падчерицей актрисы Элизабет Тейлор (1932—2011). У Кейт также есть младшая сестра Джессика (род. 1959) и единокровная сестра Эми Кристофер (род. 1967). В 1979 году она получила степень бакалавра в Брауновском университете. В 1983 году она окончила театральную школу Йельского университета.
Первым успехом в карьере Кейт Бёртон стала бродвейская постановка 1982 года «Present Laughter». После она достигла большего успеха в театральной среде, играя главные роли в ряде постановок. 2002 год для актрисы стал наиболее успешным, она получила сразу две номинации на высшую театральную премию «Тони»: в категориях «Лучшая актриса в пьесе» и «Лучшая актриса второго плана в пьесе». Двойная номинация в один год поставила её на один уровень с Амандой Пламмер, Даной Айви и Жан Максвелл, которые также в разные годы получили сразу две номинации за раз.
Бёртон появилась в фильмах «Тысяча дней Анны», вместе со своим отцом, «Большой переполох в маленьком Китае», «Клуб первых жён», «Жизнь с Майки», «Ледяной шторм» и «Макс Пейн». Она также снялась в нескольких независимых фильмах.
Бёртон также была заметна своими ролями на телевидении. В 1996 году она выиграла премию «Эмми» за роль в телефильме «Заметки для моей дочери». Она также появилась в эпизодах сериалов «Закон и порядок», «Западное крыло», «Справедливая Эми», «Хорошая жена», «Ищейка» и «Закон и порядок: Специальный корпус».
В период с 2005 по 2007 Кейт Бёртон исполняла роль Эллис Грей, бывшего новаторского хирурга, в настоящее время страдающего болезнью Альцгеймера в сериале Шонды Раймс «Анатомия страсти». За эту роль она получила похвалу от критиков, и две номинации на премию «Эмми» в категории «Лучшая приглашенная актриса в драматическом телесериале»: в 2006 и 2007 годах. В 2011 году Шонда Раймс пригласила Бёртон на роль вице-президента Салли Лэнгстон в свой сериал «Скандал».